# زمانی برای کشتن (رمان)
«زمانی برای کشتن» (انگلیسی: A Time to Kill) یک رمان مهیج جنایی نوشتهٔ جان گریشام است که در سال ۱۹۸۸ منتشر شد و در لیست پرفروش‌ترین کتاب‌های سال قرار گرفت.